# Nicolas Onuțu

a Compétitions nationales et continentales officielles uniquement.

b Matchs officiels uniquement.
Dernière mise à jour le 3 mai 2022.
Nicolas Onuțu, né le 27 décembre 1995 à Guilherand-Granges (Ardèche), est un joueur franco-roumain de rugby à XV qui joue au poste d'ailier. Son père, Viorel Onuțu, est un ancien joueur de rugby. Son frère Julien Onuțu est aussi joueur de rugby professionnel.

## Biographie
Nicolas Onuțu débute le rugby en 2004 au sein de Valence Sportif, où il fait ses classes. En 2015, il débute avec le RCO La Voulte Valence (issu de la fusion de La Voulte avec Valence) en Fédérale 1, inscrivant 3 essais en 13 matchs. Ses bonnes prestations lui permettent d'intégrer l'équipe de Roumanie à l'occasion de la Coupe des nations 2016.
En 2016, il descend en Fédérale 2, intégrant les rangs du SC Royans, où il ne reste qu'une saison avant de revenir en Fédérale 1, au CS Vienne. Titulaire à 13 reprises, il inscrit 4 essais au cours de sa saison, mais quitte le club en avril. Il souhaite en effet sa rapprocher de la sélection roumaine, qu'il n'a plus fréquenté depuis ses débuts en 2016. Il signe ainsi un contrat professionnel en faveur du CSM Bucarest. 
Dès son arrivée, il s'impose comme un joueur important à Bucarest, inscrivant 4 essais au cours des 4 matchs qu'il dispute, dont un triplé lors du derby face au Steaua,. Son choix de partir en Roumanie pour se rapprocher de la sélection fonctionne, puisqu'il est appelé début 2019 pour disputer le championnat d'Europe. Il y dispute 4 rencontres, dont 3 en tant que titulaire. Dans le même temps, il est rejoint par son frère, international roumain à sept, au CSM. 
Au terme de la saison 2019, il choisit finalement de rentrer en France, et retrouve son ancien club du CS Vienne.

## Statistiques

### En sélection
| Année | Compétition       | Matchs | Points | Essais | Transf. | Drops | Pénal. |
| ----- | ----------------- | ------ | ------ | ------ | ------- | ----- | ------ |
| 2016  | Coupe des Nations | 2      | -      | -      | -       | -     | -      |
| 2019  | REC               | 4      | -      | -      | -       | -     | -      |
| 2019  | Test              | 2      | -      | -      | -       | -     | -      |
| 2020  | REC               | 2      | -      | -      | -       | -     | -      |
| 2021  | REC               | 4      | 5      | 1      | -       | -     | -      |
| 2021  | Test              | 2      | -      | -      | -       | -     | -      |
| 2022  | REC               | 5      | -      | -      | -       | -     | -      |
| Total | Total             | 21     | 5      | 1      | -       | -     | -      |

| Essai | Adversaire | Lieu                                       | Compétition | Date         | Résultat | Score |
| ----- | ---------- | ------------------------------------------ | ----------- | ------------ | -------- | ----- |
| 1     | Portugal   | Centro de Alto Rendimento do Jamor, Oeiras | REC         | 13 mars 2021 | Victoire | 27-28 |